# Црква Светог Вазнесења Господњег у Средњеву
Црква Светог Вазнесења Господњег у Средњеву, насељеном месту на територији општине Велико Градиште припада Епархији браничевској Српске православне цркве.

## Историјат
Данашња црква посвећена светом Вазнесењу Господњем смештена је у централном делу села, на земљишту које је цркви уступила тадашња Средњевска општина. Градња цркве је започета 1876. године и градња је трајала до 1882. године. Црква је грађена од добровољних прилога грађана, а делимично и од средстава која су добијена од продате општинске шуме. Иницијативу за подизање цркве покренуо је Вујица Рајчић, тадашњи председник општине и дугогодишњи народни посланик. Споменик овом добротвору налази се у црквеној порти, на око 30 метара, северно од храма.

## Архитектура цркве
Архитектура цркве настала је под утицајем старих традиционалних елемената у комбинацији са детаљима савременог провинцијалног барока. Класицистички елементи огледају се у изгледу фасада и облику саме основе, док утицаји провинцијалног барока уочавају се у начину градње и обликовању звоника. 
Црква је рађена по узорима српско-византијског стила, који се није могао ослободити барокног утицаја који е у овим крајевима био јако утицајан. Дужина цркве износи 21,4m, а ширина 10,2m, док се висина торња креће око 25m. 
Унутрашњост цркве је класично издељена на олтарски део, наос и припрату изнад које је галерија и звоник.